# Gambino La MG
Pour les articles homonymes, voir Gambino.
Ne doit pas être confondu avec Gambino (rappeur).
Gambino La MG, de son vrai nom Pierre Warren Mbala né le 2 août 1999 à Juvisy-sur-Orge en Essonne, est un rappeur et auteur-compositeur-interprète français. Il est un membre du groupe la MG.

## Biographie

### Enfance et jeunesse
Pierre Warren Mbala naît le 2 août 1999 à Juvisy-sur-Orge en Essonne. D'origine congolaise, il plonge dans l'univers musical des Ulis dès l'âge de 12 ans, explorant les studios avec son ami B2. Leur passion commune pour le rap les conduit à la formation du groupe La MG (La Mauvaise Graine), aux côtés de Beriz, Ju2 et Ladoze. Le groupe attire l'attention du média musical Trace.

### Carrière

#### Parcours au sein de La MG et émergence en solo (2020)
Gambino La MG amorce ses débuts au sein du groupe La Mauvaise Graine, également connu sous le nom de La MG. Le collectif essonnien commence à se faire connaître entre 2019 et 2020, notamment grâce à leur titre Martial, mettant à l'honneur le footballeur Anthony Martial. Cette période revêtit une importance capitale pour le développement artistique de Gambino, lui offrant une compréhension approfondie des intrications du succès et le préparant à entamer sa carrière en solo,.
En 2020, durant la période marquée par la pandémie de la Covid-19, Warren, âgé de 20 ans lance une série de neuf freestyles d'une minute sur Instagram, captant ainsi davantage l'attention du public.
En octobre 2020 de cette même année, il dévoila Summerhouse, un morceau inspiré de la série Top Boy, accompagné d'un clip tourné dans les quartiers londoniens où la série avait été filmée.
Le 17 décembre 2020, Gambino La MG, âgé de 21 ans et son groupe paraphèrent un contrat avec Hall Access, une entité affiliée à Columbia au sein de Sony Music Entertainment. Cette collaboration fut couronnée par la sélection de Gambino parmi les 11 rappeurs à suivre en 2021, selon Booska-P.

#### En attendant Gambinerie,GambinerieetAprès Gambinerie(2021)
Le 29 janvier 2021, marque un jalon important dans la carrière de Gambino La MG avec la sortie de son tout premier EP sur les plateformes de streaming, intitulé En Attendant Gambinerie. Cet EP, composé de vingt-et-un titres, compile l'ensemble de ses morceaux, agrémentés de six inédits.
Le 18 mars 2022, il sort sa mixtape Gambinerie sur laquelle figure des artistes comme Tiakola, Naza, Leto, Larry et Chily. Son single Reste-là avec Tiakola a été certifié disque d'or.
Le 21 juillet 2023, il sort son EP Après Gambinerie avec dix pistes et des collaborations avec Franglish, Ghost Killer Track, Beendo Z et Mig.

## Discographie

### Singles
| Année | Titre                            | Meilleure position | Meilleure position | Meilleure position | Certifications      | Album                   |
| Année | Titre                            | FR                 | WAL                | SUI                | Certifications      | Album                   |
| ----- | -------------------------------- | ------------------ | ------------------ | ------------------ | ------------------- | ----------------------- |
| 2020  | Rapleader                        | —                  | —                  | —                  | —                   | En attendant Gambinerie |
| 2020  | Jack Daniel's #1                 | —                  | —                  | —                  | —                   | En attendant Gambinerie |
| 2020  | Smackdown #2                     | —                  | —                  | —                  | —                   | En attendant Gambinerie |
| 2020  | TMD #3                           | —                  | —                  | —                  | —                   | En attendant Gambinerie |
| 2020  | Sobeiski #4                      | —                  | —                  | —                  | —                   | En attendant Gambinerie |
| 2020  | Saison #5                        | —                  | —                  | —                  | —                   | En attendant Gambinerie |
| 2020  | Impeccable #6                    | —                  | —                  | —                  | —                   | En attendant Gambinerie |
| 2020  | Midi Minut #7                    | —                  | —                  | —                  | —                   | En attendant Gambinerie |
| 2020  | Pop Smoke #8                     | —                  | —                  | —                  | —                   | En attendant Gambinerie |
| 2020  | Seille-o #9                      | —                  | —                  | —                  | —                   | En attendant Gambinerie |
| 2020  | Sse-di #10                       | —                  | —                  | —                  | —                   | En attendant Gambinerie |
| 2020  | Summerhouse #11                  | —                  | —                  | —                  | —                   | En attendant Gambinerie |
| 2020  | Zouker #12 (avec Négrito)        | —                  | —                  | —                  | —                   | En attendant Gambinerie |
| 2020  | Bedo #13                         | —                  | —                  | —                  | —                   | En attendant Gambinerie |
| 2020  | O-Dog #14                        | —                  | —                  | —                  | —                   | En attendant Gambinerie |
| 2020  | Diban #15                        | —                  | —                  | —                  | —                   | En attendant Gambinerie |
| 2021  | Deal & Stream (avec SAF)         | —                  | —                  | —                  | —                   | —                       |
| 2021  | C'est nous                       | —                  | —                  | —                  | —                   | Gambinerie              |
| 2021  | La Promo (avec Négrito)          | —                  | —                  | —                  | —                   | Gambinerie              |
| 2021  | Moulala                          | —                  | —                  | —                  | —                   | Gambinerie              |
| 2021  | Double Hook (avec Leto)          | —                  | —                  | —                  | —                   | Gambinerie              |
| 2022  | A tout moment                    | —                  | —                  | —                  | —                   | Gambinerie              |
| 2022  | Booska Uuhuh                     | —                  | —                  | —                  | —                   | —                       |
| 2022  | Reste-là (avec Tiakola)          | 64                 | —                  | —                  | - France (SNEP): Or | Gambinerie              |
| 2022  | Bébé (avec Naza)                 | —                  | —                  | —                  | —                   | Gambinerie              |
| 2022  | Charcle (avec Larry)             | —                  | —                  | —                  | —                   | Gambinerie              |
| 2022  | Chinois (avec La MG)             | —                  | —                  | —                  | —                   | Gambinerie              |
| 2022  | Wo (avec Chily)                  | —                  | —                  | —                  | —                   | —                       |
| 2022  | Les Mousos (#GLM 1)              | —                  | —                  | —                  | —                   | —                       |
| 2022  | Invaincu (#GLM 2)                | —                  | —                  | —                  | —                   | —                       |
| 2022  | Uuhuuh (#GLM 4)                  | —                  | —                  | —                  | —                   | —                       |
| 2022  | L'argent (#GLM 5)                | —                  | —                  | —                  | —                   | —                       |
| 2022  | Next Up Fance - S1 - E8          | —                  | —                  | —                  | —                   | —                       |
| 2022  | GLM #6 (FUT)                     | —                  | —                  | —                  | —                   | —                       |
| 2023  | Dsquared2                        | —                  | —                  | —                  | —                   | —                       |
| 2023  | La Calle                         | —                  | —                  |                    | —                   | Après Gambinerie        |
| 2023  | Eyes Contact (avec Franglish)    | 169                | —                  | —                  | —                   | Après Gambinerie        |
| 2023  | Shatta (avec Ghost Killer Track) | —                  | —                  | —                  | —                   | Après Gambinerie        |
| 2024  | 91                               | —                  | —                  | —                  | —                   | —                       |
| 2024  | Nord-Kivu                        | —                  | —                  | —                  | —                   | —                       |

### Apparitions
2021 :
- Kepler - Pefra (sur l'album KeplerWorld)
- Siliboy - Obito
- Sheir, Kalash l’Afro, Stone Black, Aketo, Naps, AS, Aladin 135, Wysko, Chefi & Gambino La MG - On se connaît (sur l'album Le Classico organisé)

2022 :
- Kepler - Dans ses bras
- i300 -  Alysha (sur l'album 300ml)
- Waïv - Fin du jeu
- La MG - Maintenant (sur le crossover  91 All Stars)
- Mous-k - Te Amo (sur l'album La Quicka, Vol II)
- Brk - Shooter #5
- Saamou Skuu - Touch Down (sur l'album Nous C'est la TH (Vol.2))
- M.Y.B - Mon Sang
- Kodes - Météo (sur l'album No Cap, Vol.1)
- Day1, Jay1, Gambino La MG et Kahukx - Mbappé

2023 :
- Kepler - Top canon
- Kai du M - C'est du bon
- Genezio - Gé Tracé (sur l'album VIBESSTARS : SAISON 2)
- Genezio & Gambino La MG - Tout donner (sur le crossover Game Over 3 - terminal 1)

2024 :
- Akila, Gambino La MG & 3xdav's - Apoutchou Skinny
- LM Beat, Gambino La MG, Genezio et Chily - Hope
- Jr La Melo - Sarah (sur l'album EEG (Équipe de GOAT))
- Samy Lrzo - Pilon (sur l'album Love & Succes)
- Dinero - Salle du temps #7